# 純正クレタ語

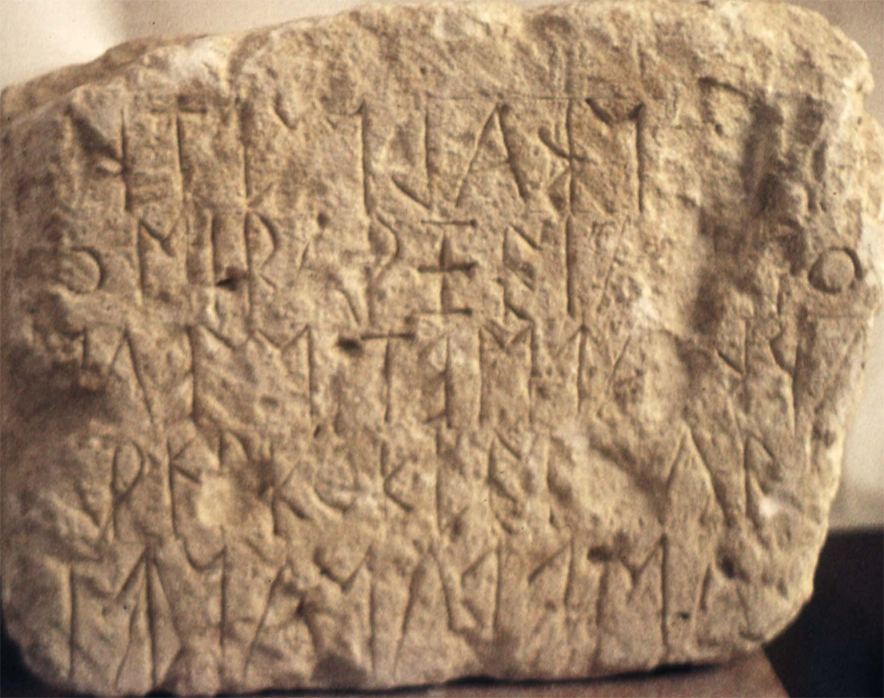
プライソスの純正クレタ語碑文

クレタ島のミノア文明

純正クレタ語（じゅんせいクレタご、英語: Eteocretan language）は紀元前7世紀から紀元前3世紀のクレタ島に残る碑文の言語のうち、ギリシア文字で書かれてはいるが、明らかにギリシア語ではない言語を言う。未解読であり、紀元前2千年紀に線文字Aで書かれた未解読のミノア語と関係するかどうかも明らかでない。
純正クレタ語で書かれている銘文は2つがドレロスから、3つがクレタ島ラシティ県のプライソスから、計5つ見つかっている。純正クレタ語かもしれない銘文は他にもいくつかある。
「純正クレタ語」（Ἐτεόκρητες、真のクレタ人たち）という名はホメロスの『オデュッセイア』でアカイア人やドーリア人の言葉と異なる言語として言及されている。